# Franklin und Freunde
 Franklin & Freunde  (im Original Franklin and Friends) ist eine US-amerikanisch-kanadisch-französische Zeichentrickserie, die von 1997 bis 2003 produziert wurde. Zusätzlich zur Serie entstanden noch 2 Spielfilme im Jahr 2015 unter dem Titel: Polarexpedition und 2016 Tiefseeabenteuer.

## Inhalt
In der dieser Serie sind Franklin und seine Freunde, Schnecke, Kaninchen, Biber, Fuchs, Gans und Bär älter als in der Serie Franklin – Eine Schildkröte erobert die Welt. Zusammen mit ihnen erlebt er täglich neue Abenteuer im Waldland.

## Produktion und Ausstrahlung
Die Serie Franklin & Freunde wurde von Bell Broadcast and New Media Fund und Nelvana produziert. Ausstrahlungen der Serie liefen in Brasilien, Frankreich, Indien, Indonesien, Kanada, Lateinamerika, Norwegen, Schweden, Serbien, Südkorea, Vereinigten Königreich und den Vereinigten Staaten. Diese Serie wurde in HD-Auflösung produziert und ausgestrahlt.

## Figuren der Serie
| Hauptfiguren                          |                                         |                           |                    |
| Name der Figur                        | Tierart                                 | englischer Sprecher       | deutscher Sprecher |
| ------------------------------------- | --------------------------------------- | ------------------------- | ------------------ |
| Franklin                              | männliche Schildkröte                   | Graeme Jokic              | Jonas Schmidt-Foß  |
| Mutter von Franklin                   | weibliche Schildkröte                   | Elizabeth Saunders        | Schaukje Könning   |
| Vater von Franklin                    | männliche Schildkröte                   | Richard Newman            | Peter Flechtner    |
| Harriett                              | Schwester von Franklin                  | Camden Angelis            |                    |
| Schnecke                              | Schnecke                                |                           |                    |
| Biber                                 | Kanadischer Biber                       | Leah Cudmore              |                    |
| Kaninchen                             | Florida-Waldkaninchen                   | Christian Martyn          | Derya Flechtner    |
| Gans                                  | weibliche Kanadagans                    | Olivia Garratt            |                    |
| Fuchs                                 | Rotfuchs                                | Jake Roseman              | Till Flechtner     |
| Bär                                   | männlicher Grizzlybär                   | Mark Ramsay, Paul Giurgeu | Andreas Wittmann   |
| Nebenfiguren                          | Tierart                                 | englischer Sprecher       | deutscher Sprecher |
| Dachs                                 | Silberdachs                             |                           |                    |
| Lehrerin Frau Eule                    | Virginia-Uhu                            |                           |                    |
| Oma Schildkröte                       | weibliche Schildkröte, Oma vom Franklin |                           |                    |
| Tante Luzie                           | Schwester von Herrn Schildkröte         |                           | Victoria Sturm     |
| Frau Doktor Bär                       | weiblicher Grizzlybär, Mutter von Bär   |                           | Marion Musiol      |
| Herr Bär                              | männlicher Grizzlybär, Vater von Bär    | Donald Burda              | Thomas Schmuckert  |
| Frau Stachelschwein                   | Stachelschwein                          |                           |                    |
| Frau Stinktier                        | weibliches Stinktier                    |                           |                    |
| Herr Stinktier, Besitzer der Eisdiele | männliches Stinktier                    |                           |                    |
| Herr Maulwurf                         | männlicher Maulwurf                     |                           | Rainer Gerlach     |
| Herr Murmeltier                       | männliches Murmeltier                   |                           | Frank Ciazynski    |